# Lamelouze
Lamelouze là một xã trong tỉnh Gard thuộc vùng Occitanie, phía nam nước Pháp. Xã Lamelouze nằm ở khu vực có độ cao trung bình 800 mét trên mực nước biển.